# Campoplex koentzeii
Campoplex koentzeii är en stekelart som först beskrevs av Kiss 1924.  Campoplex koentzeii ingår i släktet Campoplex och familjen brokparasitsteklar. Inga underarter finns listade.